# Street Racer
Street Racer är ett racingspel, utgivet till SNES 1994, Sega Mega Drive 1995, Playstation, Sega Saturn och Game Boy 1996 och PC. Spelet utkom även till Amiga 1997.

### Fotnoter
1. ↑  ”Street Racer” (på svenska). Super Power (Solna: Atlantic) (8 1994). november 1994. Läst 22 april 2014.
2. ↑  Street Racer, Gamespot, hämtdatum: 29 september 2009